# Piercia attenuata
Piercia attenuata là một loài bướm đêm trong họ Geometridae.